# 栄長泰明
栄長 泰明（えいなが やすあき、1971年10月28日 - ）は、日本の化学者、工学博士。慶應義塾大学教授。研究分野は、機能性材料・光化学・電気化学・ダイヤモンド電極。大阪府出身。

## 略歴・人物
- 1990年：青森県立青森高等学校卒業[2]
- 1994年：東京大学理学部化学科卒業
- 1996年：東京大学大学院理学系研究科化学専攻修士課程修了
- 1999年：東京大学大学院工学系研究科応用化学専攻博士課程修了、博士（工学）
- 現在、慶應義塾大学理工学部化学科教授[3]。COE採択メンバー。21世紀COEプログラム・化学・材料科学分野、ライフコンジュゲートケミストリー。